# Lucio Cusma
Lucio Cusmà Piccione, meglio conosciuto come Lucio Cusma (Bologna, 16 novembre 1954), è un ex pugile italiano, campione europeo dei pesi leggeri tra il 1983 e il 1984. È il padre della campionessa di atletica leggera Elisa Cusma.

## Biografia

### Carriera tra i dilettanti
Apprende i primi rudimenti della boxe nella “Cral Tranvieri” di Bologna. A Torino, nel 1976, vince la medaglia d’argento ai Campionati nazionali dilettanti nei pesi leggeri .

### Carriera tra i professionisti
Esordisce tra i professionisti il 1º aprile 1977 battendo ai punti il quotato francese Charles Jurietti, sul ring della sua città natale. Il francese, futuro avversario di Patrizio Oliva, si prende però la rivincita sempre ai punti battendo il bolognese nella sua prima trasferta all’estero, al suo quattordicesimo match. L’11 ottobre 1979, a Rimini, Cusma ottiene un prestigioso pari con il lanciato italo-australiano Joe Gibilisco.
Il 18 aprile 1980, a Bologna, Lucio Cusma conquista la cintura di Campione italiano dei pesi leggeri, allora vacante, mettendo KO al settimo round Giovanni Carrino. Difende il titolo sei mei dopo battendo ai punti a Cagliari il sardo Giancarlo Usai. Dichiarato decaduto dalla Federazione pugilistica, riconquista il titolo battendo ai punti il nuovo campione Giovanni Vitillo, il 19 marzo 1982.
Il suo secondo regno di campione d’Italia dura soltanto quattro mesi. Nel luglio successivo, infatti, è battuto a Grosseto, ai punti, dal pugile di casa Alessandro Scapecchi. Il bolognese si rifà con gli interessi il 19 marzo 1983, battendo per abbandono quel Joe Gibilisco al quale aveva strappato un pari quattro anni prima e conquistando la cintura di Campione d'Europa. Il match è di un’intensità memorabile: i due pugili si affrontano senza un attimo di sosta, con un ritmo spaventoso, sinché la resistenza dell’italo-australiano viene meno e al 12º round non si alza più dallo sgabello.
Il 29 giugno dello stesso anno, Cusma mantiene la cintura europea pareggiando a Brolo con il tedesco René Weller. La difende poi vittoriosamente battendo ai punti il francese Aldo di Benedetto. Purtroppo, il 9 marzo 1984, sul ring ostile di Francoforte, è costretto a cederla ai punti al campione di casa René Weller, con verdetto unanime anche se generoso verso il pugile di casa.
Dopo nove mesi di inattività, Cusma risale sul ring nel mese di dicembre e batte per knock-out tecnico al secondo round lo spagnolo Hugo Carrizo. Combatte un’ultima volta il 15 marzo 1985 a Modena ma scende dal quadrato sconfitto per Kot al sesto round dal franco-marocchino Abdelkader Marbi. Poi lascia il pugilato agonistico.

### Dopo il ritiro
Lucio Cusma è rimasto vedovo nel 1995 con a carico la figlia primogenita, allora tredicenne. Elisa Cusma, mezzofondista negli 800 e 1500 metri piani, ha vinto due titoli ai Giochi del Mediterraneo e 23 titoli italiani assoluti (indoor ed outdoor), tra individuali e staffette. Lo ha recentemente reso nonno.
Cusma ha poi iniziato l'attività di allenatore di boxe nella Palestra Santa Vittoria di Sarroch con discreti successi. Anche la secondogenita Denise, nata nel 2003 da una relazione con una donna cubana, lo ha seguito in Sardegna e si è dedicata al pugilato.